# Château de Vaux (Corrèze)
Pour les articles homonymes, voir Vaux et Château de Vaux.
Le château de Vaux, est une ancienne résidence seigneuriale du XIIe siècle qui se dresse sur la commune de Sarroux - Saint Julien dans le département de la Corrèze, en région Nouvelle-Aquitaine.

## Localisation
Le château de Vaux est situé à 4 kilomètres au nord de Sarroux et à 4,9 kilomètres de Saint-Julien-près-Bort, dans le département français de la Corrèze.

## Historique
Le château de Vaux fut bâti au XVIIe siècle sur l'emplacement d'un château médiéval dont les pierres ont été probablement réutilisées.
Jusqu'au XIVe siècle, la terre et la seigneurie de Vaux sont détenues par une famille auvergnate originaire de Fleurac à Ydes. En 1368, dans la paroisse d'Ydes, la seigneurie est cédée à la famille limousine de Lestranges. Au XVIIe siècle, la famille de Vernejoux vend le château en 1627 à Pierre de Langlade, avocat au parlement de Bordeaux.

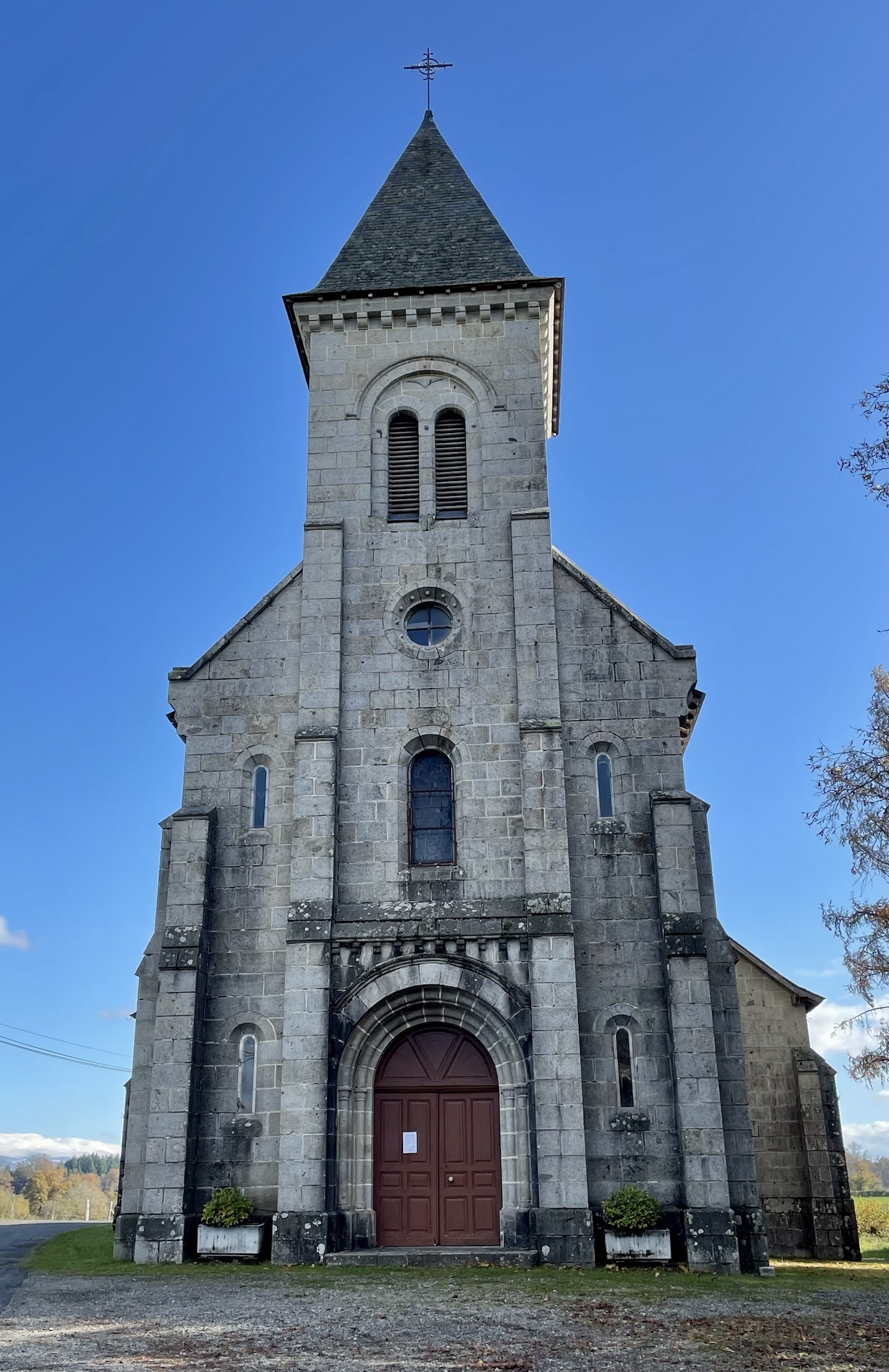
Église Saint-Joseph-de-Vaux située à quelques mètres du château.

Pierre de Langlade édifie le château de Vaux telle que l'on voit aujourd'hui. Le château est conservé jusqu'au début du XXe siècle à travers les générations de ses descendants. Le 7 mars 1910 s'éteint le dernier descendant de la famille avec la mort d'Anne de Langlade de Vaux. L'époux d'Anne, cède une partie des terres à un prêtre qui bâtit une église et un presbytère sur le territoire de Vaux. Le château est quant à lui cédé à la famille de Joseph Masson de Saint-Félix, notaire à Treignac et cousin de la famille de Langlade.
En 1926, la fille de Joseph, Marie Paule Elisabeth devient propriétaire du château mais elle décède trois ans plus tard à l'âge de 30 ans et entraine l'aliénation du château de Vaux.
Le château devient une résidence de campagne de la famille du directeur des tanneries de Bort, qui fait réaliser d’importants travaux pour introduire des éléments de confort du XXe siècle. Durant la Seconde Guerre mondiale, le propriétaire du château est déporté par l'armée nazie lors de la rafle de Bort-les-Orgues du 14 octobre 1943.
Le château de Vaux est acquis par la commune de Saint-Cyr-sur-Loire est devient un centre d'accueil d'une colonie de vacances durant plusieurs décennies.
De nos jours, le château de Vaux est totalement privé, la famille Bellanger en est le propriétaire depuis 2002.
Le château est finalement inscrit au titre des monuments historiques en 2017.

## Architecture
Le bâtiment de style Louis XIII constituait une innovation architecturale en rupture avec l’aspect traditionnel de la demeure seigneuriale en Bas-Limousin. La façade principale ouvre sur une prairie qui a sans doute remplacé des jardins. Les fenêtres du rez-de-chaussée et du premier étage encadrent la porte d'entrée dans une symétrie complétée par des ouvertures en chien-assis du grenier. Deux échauguettes d'angle achèvent le décor ainsi qu'une tour carrée côté est. La toiture est composée d'ardoise. A l’intérieur, un impressionnant escalier de pierres conduisant à l'étage et une cheminée au rez-de-chaussée avec son année de construction à savoir 1635.

## Pour approfondir